# Boldiksum
Boldiksum (dansk), Boldixum (tysk) eller Bualigsem (nordfrisisk) er en landsby på øen Før i Nordfrisland (Sydslesvig) i det nordlige Tyskland. Byen er beliggende på øens gestkerne ved overgangen til den nordlige marsk nordvest for øens hovedby Vyk og sydøst for Vriksum. Boldiksum og de to nabobyer danner et sammenhængende byområde.
Boldiksum blev første gang nævnt i 1463 som Boldichsum. Stednavneendelsen -um er karakteristisk for stednavnene på Før. Byen var over flere århundreder hovedbyen på Før. Først senere fik den i 1600-tallet grundlagde naboby Vyk status som hovedby. I 1426 vedtog repræsentanter fra de nordfrisiske herreder i Sønderjylland (Amrum, Før, Sild, Viding Herred (Horsbøl Herred), Bøking Herred og tre strandske herreder Pelvorm, Beltring- og Viriks Herred) i landsbyens kirke under tilstedeværelse af Slesvigbiskoppen den såkaldte Syvherreders-Vedtægt (på tysk Siebenhardenbeliebung), som kodificerede den hidtil mundtligt overleverede nordfrisiske retstradition. Kirken markerer op til i dag byens centrum. I kirkelig henseende hører byen til Sankt Nicolai Sogn. Sognet lå i Østerland-Før (Tønder Amt), da området tilhørte Danmark. Landsbyen tilhører nu Vyk kommune.
Den nordfrisiske forfatter Stine Andresen kom fra Boldiksum.